# Робинсон, Эндрю
Эндрю Джордт Робинсон (англ. Andrew Jordt Robinson; род. 14 февраля 1942) — американский актёр и режиссёр.
Начинал творческую деятельность как театральный актёр, однако вскоре начал участвовать в создании телефильмов и малобюджетных кинофильмов. Женат на Ирэн Робинсон. Его дочь Рейчел Робинсон также приняла участие в создании сериала «Звёздный путь: Глубокий космос 9».

## Избранная фильмография
| Год       |    | Название                         | Роль                     |
| --------- | -- | -------------------------------- | ------------------------ |
| 1971      | ф  | Грязный Гарри                    | серийный убийца Скорпио  |
| 1973      | ф  | Чарли Вэррик                     | Харман Салливан          |
| 1986      | ф  | Кобра                            | детектив Монт            |
| 1986      | ф  | Пираты                           | Пленный адвокат          |
| 1987      | ф  | Восставший из ада                | Ларри Коттон             |
| 1988      | ф  | Огонь на поражение               | Харви                    |
| 1991      | тф | В пустыне смерти                 | шериф Старетт            |
| 1993—1999 | с  | Звёздный путь: Глубокий космос 9 | Гарак                    |
| 1994      | ф  | Кукловоды                        | Имя персонажа не указано |
| 1994      | ф  | Тыквоголовый 2                   | Имя персонажа не указано |